# 빌헬름 아커만
빌헬름 프리드리히 아커만(독일어: Wilhelm Friedrich Ackermann IPA: [ˈvɪlhɛlm ˈfʀiːdʀɪç ˈakɐˌman], 1896년 3월 29일 ~ 1962년 12월 24일)은 독일의 수학자이다. 아커만 함수를 발견하였다.

## 생애
1896년 3월 29일 독일 제국 아른스베르크현 헤르샤이트(독일어: Hersheid)에서 태어났다. 1925년에 괴팅겐 대학교에서 다비트 힐베르트 아래 박사 학위를 수여받았다.
1929년~1948년 동안 뮌스터 현의 슈타인푸르트(독일어: Steinfurt)의 아르놀디눔 김나지움(독일어: Arnoldinum Gymnasium)에서 가르쳤다. 1948년~1961년까지 아른스베르크현 뤼덴샤이트(독일어: Lüdenscheid)의 김나지움에서 가르쳤다. 또한 뮌스터 대학교 명예교수로 있었다.
1962년 12월 24일 서독 뤼덴샤이트에서 사망하였다.

## 서지
- 1928. "On Hilbert's construction of the real numbers" in Jean van Heijenoort, ed., 1967. From Frege to Gödel: A Source Book in Mathematical Logic, 1879–1931. Harvard Univ. Press: 493–507.
- 1940. "Zur Widerspruchsfreiheit der Zahlentheorie", Mathematische Annalen, vol. 117, pp 162–194.
- 1950 (1928).  (with David Hilbert) Principles of Mathematical Logic. Chelsea. Translation of 1938 German edition.
- 1954. Solvable cases of the decision problem. North Holland.

## 같이 보기
- 아커만 함수